# Янушевич, Ярослав Владимирович
Ярослав Владимирович Янушевич (род. 7 февраля 1978, Киев) — украинский государственный служащий. Заслуженный экономист Украины, кандидат экономических наук (2009), доктор юридических наук. Председатель Херсонской облгосадминистрации с 3 августа 2022 по 24 января 2023 года.

## Образование
В 2000 году окончил с отличием Киевский национальный университет имени Тараса Шевченко по специальности «Финансы».
В 2009 году окончил Одесский национальный университет имени И. И. Мечникова, факультет «Правоведение», и Национальную академию государственного управления при Президенте Украины, факультет высших руководящих кадров.
2001—2009 годах — аспирант Института экономики и прогнозирования Национальной академии наук Украины.
Закончил Международный институт менеджмента по программе Senior Executive MBA (SE MBA) для владельцев бизнеса и руководителей высшего звена крупных компаний (2021, Executive Master of Business Administration), прошёл Международный обучающий модуль по программе Бизнес-школы МИМ в Китайской Народной Республике в China Europe International Business School (CEIBS, 2019).

## Карьера
Трудовой путь начал в апреле 1996 году в органах государственной налоговой службы, прошел путь от налогового инспектора до директора департамента.
С апреля 2003 по март 2014 года занимал руководящие должности в центральных органах исполнительной власти:
- заместитель Председателя Государственного департамента финансового мониторинга Министерства финансов Украины;
- заместитель Председателя Государственного комитета финансового мониторинга Украины;
- заместитель Председателя Государственной налоговой администрации Украины;
- заместитель Начальника налоговой милиции Государственной налоговой администрации Украины;
- заместитель Председателя Государственной миграционной службы Украины;
- заместитель председателя Государственной финансовой инспекции Украины.

Имеет опыт управления государственным предприятием и банковским учреждением.
Руководя Государственным предприятием «Документ», положил начало образованию современных центров европейского образца «Паспортный сервис».
В должности исполнительного директора ГП «Украинский государственный центр радиочастот» работал с сентября 2014 года по апрель 2016 года.
С 3 августа 2022 по 24 января 2023 года — Председатель Херсонской областной государственной администрации.

## Спорт
Основатель и капитан команды по спортивному пейнтболу «Халк» — чемпиона Украины, обладателя серебряной награды Кубка мира.
Мастер спорта Украины международного класса по пейнтболу (с 2010).
Чемпион мира по пейнтболу в категории 40+ (капитан и играющий тренер сборной Украины, 2019).

## Награды, награды и почетные звания
- Полный кавалер Ордена «За заслуги»: ІІІ степени (2012)[14], ІІ степени (2016)[15], І степени (2020)[16].
- Заслуженный экономист Украины (2004)[17]
- Почетная грамота Верховной Рады Украины
- Почетная грамота Кабинета Министров Украины
- Ведомственные знаки отличия Государственной налоговой администрации Украины, Государственного комитета финансового мониторинга Украины, Министерства внутренних дел Украины, Главного управления разведки Министерства обороны Украины, Администрации Государственной пограничной службы Украины, Службы внешней разведки Украины, Службы безопасности Украины.